# مانويل دي إريوندو
مانويل دي إريوندو (بالإسبانية: Manuel De Iriondo) هو لاعب كرة قدم أرجنتيني في مركز الوسط، ولد في 6 مايو 1993 في سانتا في في الأرجنتين. لعب مع أتليتيكو رافائيلا وأوليمبو ونادي بوليتكنيكا ياش ونادي غرونوبل ويونيون دي سانتا في.

## وصلات خارجية
- مانويل دي إريوندو على موقع قاعدة بيانات كرة القدم.إي يو (الإنجليزية)
- مانويل دي إريوندو على موقع Soccerway.com (الإنجليزية)
- مانويل دي إريوندو على موقع عالم كرة القدم.نت (الإنجليزية)